# Etiuda op. 25 nr 9 (Chopin)
Etiuda Ges-dur op. 25 nr 9 – dziewiąta z drugiego zbioru Etiud Fryderyka Chopina. Została skomponowana na fortepian w 1832. Podobnie jak pozostałe etiudy w tym zbiorze dedykowana jest hrabinie Marii d'Agoult, kochance Franza Liszta (à Madame la Comtesse d'Agoult). Nazywana jest Motylem. 
Jest to najkrótsza spośród 24 etiud zebranych w ramach opus 25, jej wykonanie trwa poniżej minuty – jeśli grana jest we właściwym tempie, co jednak nastręcza wykonawcom sporych trudności. Pod względem struktury utwór przypomina Etiudę op. 25 nr 4, choć melodia obu różni się znacząco.  Motyw trzech następujących po sobie w staccato oktaw pojawiający się w pierwszych taktach utworu, przewija się w dalszej części blisko stukrotnie, w różnych tonacjach i rejestrach.  
Jednym z najbardziej znanych jej wykonawców był Ignacy Jan Paderewski. Leopold Godowski połączył etiudę op. 25 nr 9 z Etiudą na czarnych klawiszach (op. 10 nr 5) w jeden utwór. W swoich utworach wykorzystują ją także muzycy jazzowi. 

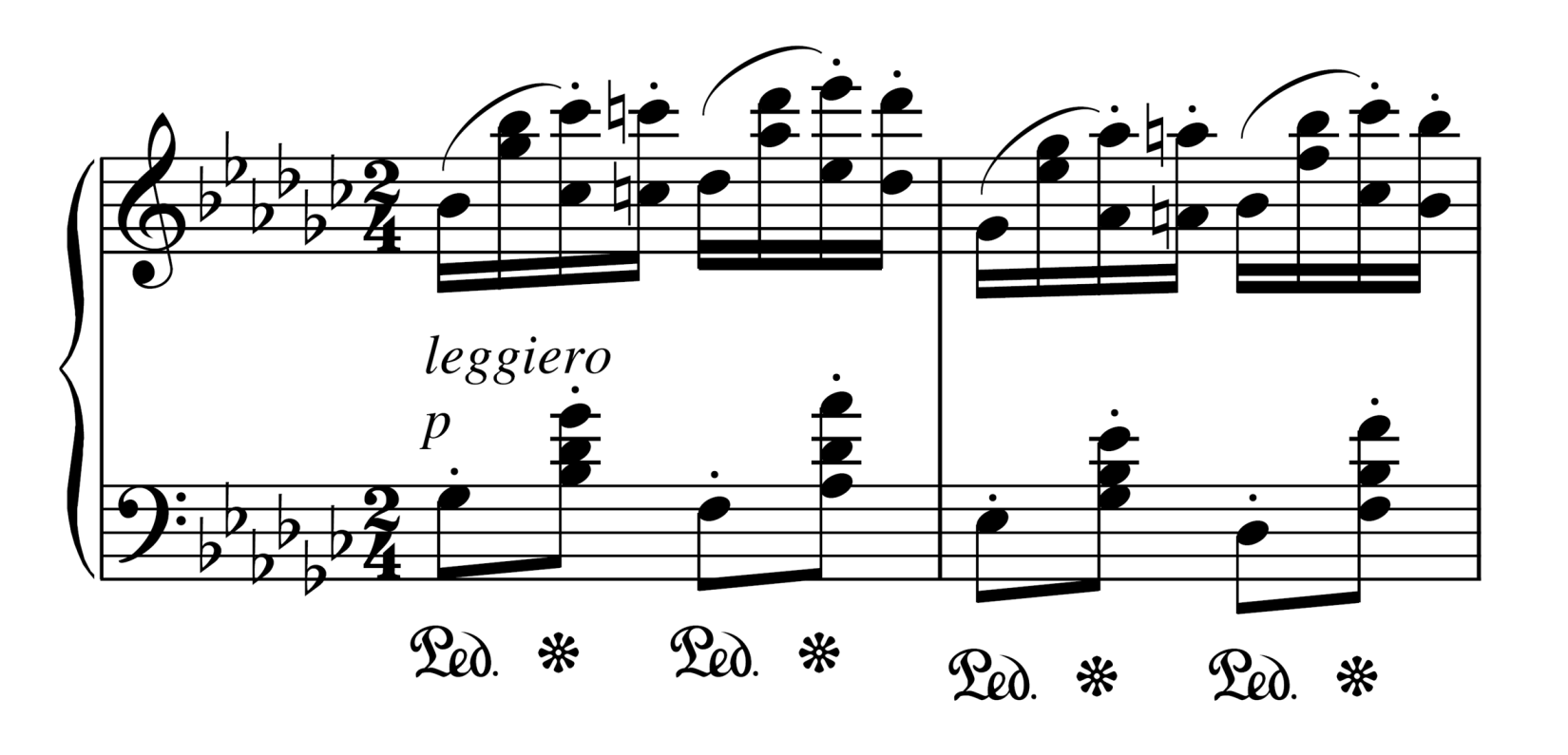
Kilka pierwszych taktów Etiudy